# SUPERBIRD
SUPERBIRD（スーパーバード）とは、スカパーJSAT株式会社が保有する通信衛星のうち、旧・宇宙通信株式会社から続くXバンドを含む中継器を搭載するシリーズである。
2024年9月現在、「SUPERBIRD B3」・「SUPERBIRD C2」の2機が稼動中である。全ての衛星は静止軌道に打上げられた。2027年上期を目処に「SUPERBIRD 9」の運用を開始する予定である。
主にサービスされる周波数帯はKa、Kuバンドである。衛星には株式会社MCCが所有するXバンド中継器が搭載され、「SUPERBIRD B3」・「SUPERBIRD C2」の2機が防衛省・自衛隊に対し、艦船、航空機、地上移動体等と基地間又は移動体間同士でのデジタル衛星通信サービスを提供している。
衛星のカバーエリアは日本・北東アジア・東南アジアとし、可動ビームを使用してオセアニア地域やハワイ･ミクロネシア等の太平洋諸島地域とも通信が可能である。

## 衛星一覧
| 名称                                             | 軌道位置  | 衛星バス                        | 中継器 周波数帯:本数           | 増幅器出力                      | カバーエリア                                                                   | 打上時 質量 | 打上日 (GMT)   | 発射場                           | 打上機       | 運用状態                                                           |
| ------------------------------------------------ | --------- | ------------------------------- | ------------------------------ | ------------------------------- | ------------------------------------------------------------------------------ | ----------- | -------------- | -------------------------------- | ------------ | ------------------------------------------------------------------ |
| SUPERBIRD A                                      | 東経158度 | SS/L SSL1300                    | Ku帯:23本 Ka帯:3本 X帯:2本     | Ku帯:50 or 60W Ka帯:29W X帯:47W | 不明                                                                           | 2492kg      | 1989年6月5日   | ギアナ 宇宙センター ELA-2        | アリアン4    | 1990年12月23日 事故により運用停止。JCSATが一部の利用者を引き受け。 |
| SUPERBIRD B                                      | 東経162度 | SSL1300                         | 同上                           | 同上                            | 同上                                                                           | 同上        | 1990年2月22日  | ギアナ 宇宙センター ELA-2        | アリアン4    | 打上失敗                                                           |
| SUPERBIRD B1 <SUPERBIRD-1>                       | 東経162度 | SSL1300                         | 同上                           | 同上                            | 同上                                                                           | 同上        | 1992年2月26日  | ギアナ 宇宙センター ELA-2        | アリアン4    | 運用終了                                                           |
| SUPERBIRD A1 <SUPERBIRD-2>                       | 東経93度  | SSL1300                         | 同上                           | 同上                            | 同上                                                                           | 同上        | 1992年12月1日  | ギアナ 宇宙センター ELA-2        | アリアン4    | 運用終了                                                           |
| SUPERBIRD-3 （旧SUPERBIRD A3） （旧SUPERBIRD C） | 東経158度 | ヒューズ HS-601                 | Ku帯:24本 (X帯:不明)           | Ku帯:90W (X帯:不明)             | 日本, アジア, 可動ビーム                                                       | 3130kg      | 1997年7月26日  | ケープカナベラル 空軍基地 LC-36B | アトラスII   | 2008年 運用終了                                                    |
| SUPERBIRD B2 <SUPERBIRD-4>                       | 東経162度 | ボーイング BSS-601              | Ku帯:23本 Ka帯:6本 (X帯:不明)  | Ku帯:82W Ka帯:50W (X帯:不明)    | 日本, 韓国, 台湾, 可動ビーム(Ku)                                               | 4057kg      | 2000年2月18日  | ギアナ 宇宙センター ELA-2        | アリアン4    | 2018年 運用終了                                                    |
| N-SAT-110 （SUPERBIRD D） <SUPERBIRD-5>          | 東経110度 | ロッキード ・マーティン A2100AX | Ku帯:24本 (X帯:不明)           | Ku帯:120W (X帯:不明)            | 日本国内                                                                       | 3531kg      | 2000年10月6日  | ギアナ 宇宙センター ELA-2        | アリアン4    | 2019年 運用終了                                                    |
| SUPERBIRD A2 <SUPERBIRD-6>                       | 東経158度 | BSS-601                         | Ku帯:23本 Ka帯:4本 (X帯:不明)  | Ku帯:85W Ka帯:70W (X帯:不明)    | 日本, 韓国, 台湾                                                               | 3100kg      | 2004年4月16日  | ケープカナベラル 空軍基地 LC-36A | アトラスII   | 2004年 運用終了（※）                                               |
| SUPERBIRD C2 <SUPERBIRD-7>                       | 東経144度 | 三菱電機 DS2000                 | Ku帯:28本 (X帯:不明)           | Ku帯:100W (X帯:不明)            | 日本, 中国沿岸, 台湾, 北西太平洋, 東南アジア, インド, インド洋海域, 可動ビーム | 4820kg      | 2008年8月14日  | ギアナ 宇宙センター ELA-3        | アリアン5    | 運用中                                                             |
| SUPERBIRD B3 <SUPERBIRD-8>                       | 東経162度 | DS2000                          | Ku帯:不明 Ka帯:不明 (X帯:不明) | Ku帯:100W Ka帯:130W (X帯:不明)  | 日本, 韓国, 台湾, 可動ビーム(Ku)                                               | 5348kg      | 2018年4月8日   | ギアナ 宇宙センター ELA-3        | アリアン5    | 運用中                                                             |
| SUPERBIRD-9                                      | 東経144度 | エアバス ワンサット             | Ku帯:不明 Ka帯:不明            | Ku帯:不明 Ka帯:不明)            |                                                                                |             | 2027年（予定） | スペースXスターベース            | スターシップ | （製造中）                                                         |

- ※）SUPERBIRD A2 は航行プログラムミスにより燃料を大量に使用したため、早期に運用を終了した。

### 運用中の衛星
- SUPERBIRD B3
  - SNG、放送局の中継等の放送関係者へのサービスに使用されている。
  - 地方公共団体間の行政用通信(LASCOM)、J-ALERT（LASCOMで配信）等に使用されている。
  - 社内放送等の映像配信、VSATシステム等に使用されている。
  - Ka帯中継器を使い、個人向け衛星ブロードバンドサービスBBSATが行われていた。（2010年5月31日終了）
  - 搭載されたXバンド通信中継器で防衛省・自衛隊向けに衛星通信サービスを提供。
  - 2018年7月よりSUPERBIRD B2に代わる形で運用されている。
- SUPERBIRD C2
  - SNG、放送局の中継等の放送関係者へのサービスに使用されている。
  - CS障害者放送統一機構による聴覚障害者向けテレビ放送補完通信目で聴くテレビに使用されている。(2018年3月終了)
  - USENの衛星ラジオ放送SOUND PLANETに使用されている。
  - ホップテレビの台湾語テレビ放送HOP TVに使用されている。
  - アイ・ピー・エスの外国語テレビ・ラジオ放送AccessTVに使用されている。
  - 日本デジタル配信のケーブルテレビ局向け配信サービスi-HITSに使用されている。
  - 搭載されたXバンド通信中継器で防衛省・自衛隊向けに衛星通信サービスを提供。

### 運用を終了した衛星
- SUPERBIRD D（N-SAT-110）
  - 後継であるJCSAT-110Aの打ち上げ後はバックアップとして運用されていた。
  - 旧JSATによる呼称はJCSAT-110。CS放送プラットフォームのスカパー!e2 (旧プラット・ワン)に使用されていた。
  - 緊急地震速報サービスSafetyBIRDに使用されていた。
  - 社内放送等の映像配信サービスV-Drive110に使用されていた。
  - 搭載されたXバンド通信中継器で防衛省・自衛隊向けに衛星通信サービスを提供していた。
  - 2019年1月 デオービット[4]

## SUPERBIRD C2
2008年8月15日（JST）にギアナ宇宙センターよりアリアンロケットに搭載し打ち上げられたSUPERBIRD-7の発注では、宇宙通信が2005年当時傘下に入っていた三菱グループの三菱電機が国際競争入札を勝ち抜き、システムを担当することになった（それまで三菱電機においては通信系サブシステムのみを担当し、その経験が初の日本製プライム受注商用衛星OPTUS-C1や国土交通省保有の運輸多目的衛星MTSAT-2=愛称・ひまわり7号の開発に生かされてきていた）。
静止軌道への投入や機能試験等を経て、同年10月17日にスカパーJSATへ引き渡され、日本企業が保有する初の国産民間商用衛星SUPERBIRD C2となった。